# Kovermühle
Die Kovermühle war eine an der Nette gelegene Wassermühle mit einem unterschlächtigen Wasserrad in der Gemeinde Wachtendonk.

## Geographie
Die Kovermühle hat ihren Standort an der Nette, Müllemer Straße 11, in der Gemeinde Wachtendonk Kreis Kleve in Nordrhein-Westfalen. Die Nette hat hier eine Höhe von ca. 37 m über NN. Die Pflege und Unterhaltung des Gewässers obliegt dem Netteverband, der in Nettetal seinen Sitz hat.

## Geschichte
Die Kovermühle war Schaesbergischer Besitz und wurde 1349 erstmals urkundlich erwähnt. Sie und die unterhalb liegende Nettmühle dürften der alten Bauerschaft „Müllem“ und dem schon im 14. Jahrhundert erwähnten Müllemer Hof den Namen gegeben haben. Die Mühle wurde ausschließlich als Getreidemühle mit einem unterschlächtigen Wasserrad betreiben. Ende 1945 wurde der Mühlenbetrieb eingestellt. Wasserstau und Wasserrad wurden abgebaut. Nach einer landwirtschaftlichen Nutzung wird das restaurierte Müllerhaus heute als Wohnhaus genutzt.

## Galerie

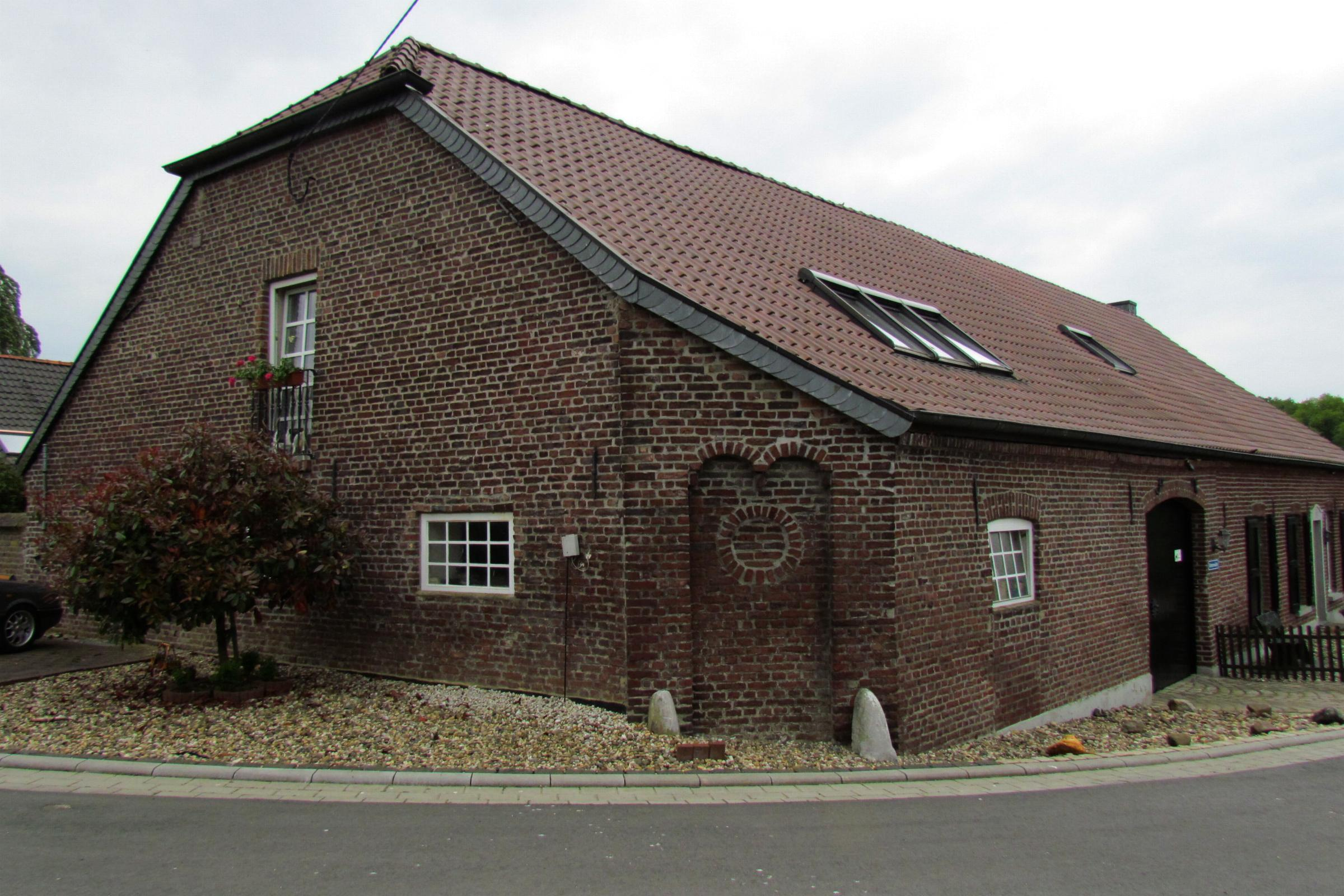
Die Kovermühle als Wohnhaus
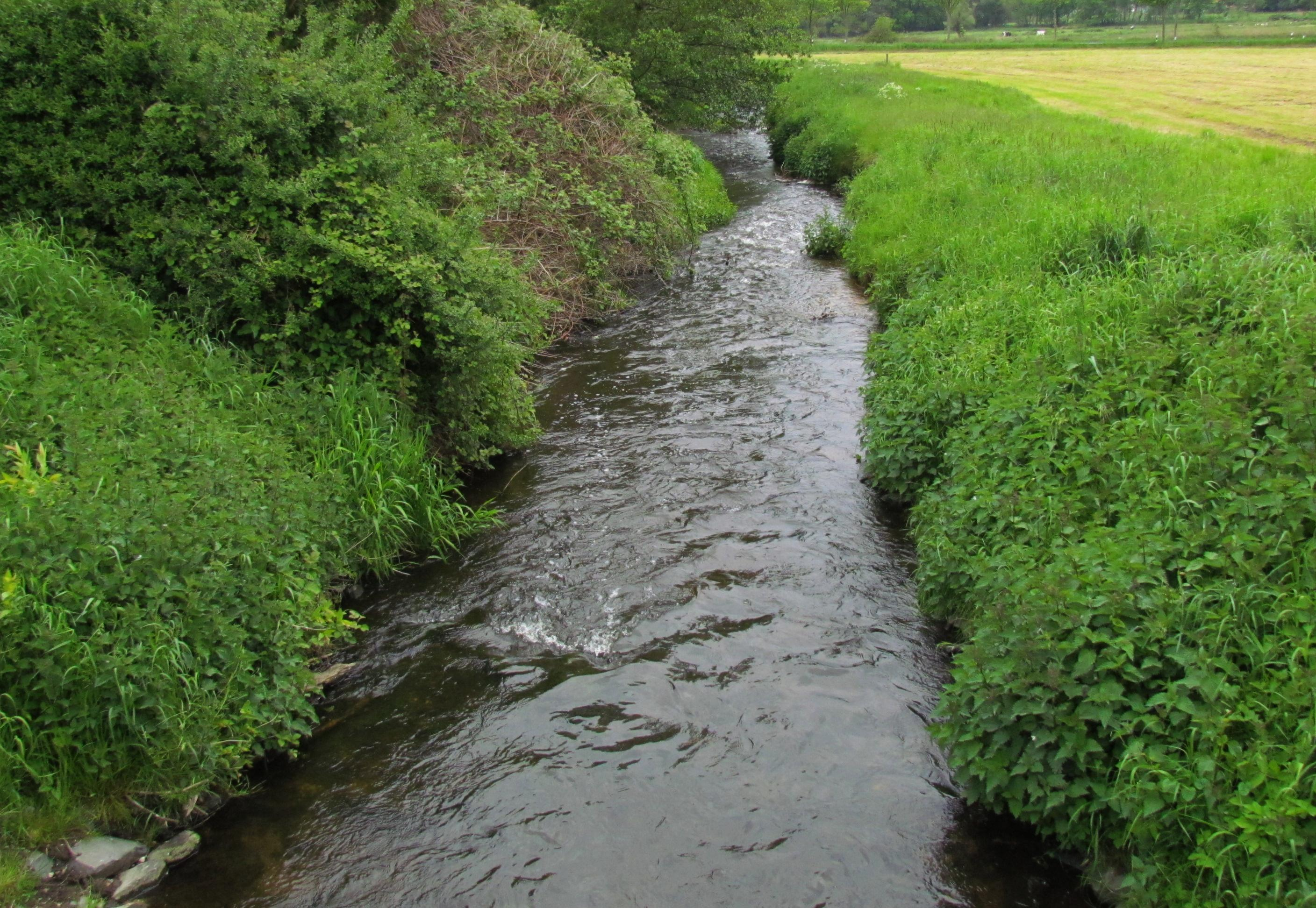
Die Nette an der Kovermühle
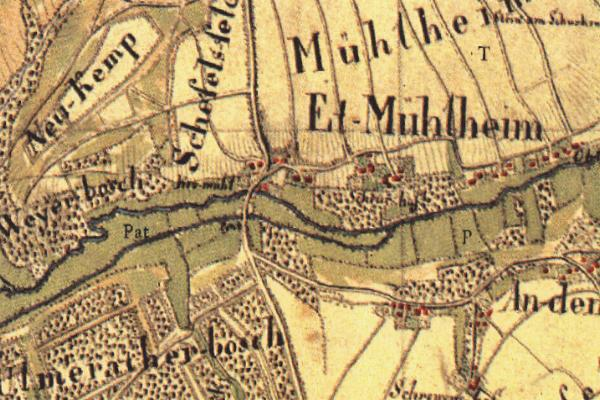
Tranchotkarte Nr. 34 1802/04